# 랑화일타타
《랑화일타타》(浪花一朵朵)는 2017년 방송되었던 중국의 드라마이다.

## 소개
- 중국 체육대학의 대표급 남자 수영 선수들 간의 수영 대결과 수습 여기자와 사이에서 피어나는 우정과 사랑 이야기를 그린 드라마

## 등장 인물
- 담송운 - 운도 역
- 웅재기 - 당일백 역
- 황성지 (黄圣池) - 치뤠이펑 역
- 왕자선 (王子璇) - 샹양양 역
- 장준닝 - 임재 역
- 조희월 (曹曦月) - 청메이 역
- 팽욱창 (彭昱暢) - 명천 역
- 방한진 (庞瀚辰) - 구양항 역
- 신서기 (辛瑞琪) - 임상 역
- 장항 (张恒) - 원윤매 역
- 왕무래 (王茂蕾) - 손불범 역
- 연소 (Olivia) - 범길인 역
- 마종 (马骙) - 정링예 역
- 쑨양 - 손양 역
- 자오첸 (赵倩) - 루첸 역
- 채강 (蔡纲) - 당비 역
- 양정동 (杨廷东) - 임호양 역
- 장문준 (张文俊) - 뢰사해 역
- 기저 (纪宁) - 양영신 역
- 원복복 (袁福福) - 진자강 역